# Віска
Віска (рум. Visca) — село у повіті Хунедоара в Румунії. Входить до складу комуни Ворца.
Село розташоване на відстані 323 км на північний захід від Бухареста, 28 км на північний захід від Деви, 106 км на південний захід від Клуж-Напоки, 116 км на схід від Тімішоари.

## Населення
За даними перепису населення 2002 року у селі проживали 398 осіб, з них 397 осіб (99,7%) румунів. Рідною мовою 397 осіб (99,7%) назвали румунську.